# Пауново
Пауново е село в Западна България. То се намира в Община Ихтиман, Софийска област.

## География
Село Пауново се намира в гънките на Вакарелска планина в Ихтиманска Средна гора. Отстои на 5 км по асфалтов път, започващ от най-източния край на село Вакарел и минаващ през тунел под магистрала „Тракия“. На няколко километра от Пауново се намира малкият язовир Бакърдере, до който се достига по черен път.

## История
Селището възниква като махала Кутрахци. През 1951 г. селото е преименувано в чест на местния секретар на БЗНС Димитър Паунов, убит през 1923 г.

## Културни и природни забележителности
Река „Баба река“

## Редовни събития
Курбан на Гергьовден в църквата „Свети Георги“.

## Галерия
- Паметна плоча на загиналите през войните жители на селото
- Някогашното училище в центъра на селото
- Язовир Бакърдере в диплите на Вакарелска планина. Изглед от село Пауново